# Прапор Зеленодольська

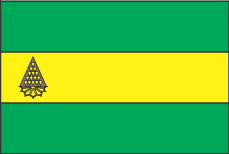
Прапор міста Зеленодольськ.

Прапор міста Зеленодольськ, Апостолівського району Дніпропетровської області було затверджено 26 липня 2002 року рішенням міської ради.
Автором прапора є В.Ф. Онищенко. 

## Опис
Прямокутне полотнище, розділене на три рівновеликі горизонтальні смуги - зелену, жовту і зелену; у центральній смузі біля древка - суцвіття каштана з жовтими квітами на коричневому тлі з половиною жовтого листа каштана.